# Lijst van afleveringen van Flodder (seizoen 1)
Dit is een lijst van afleveringen van seizoen 1 van de televisiereeks Flodder. De Nederlandse komedieserie die draait om het fictieve asociale gezin Flodder. Gastrollen die ingesprongen staan, staan niet op de aftiteling.
| Nr. | Titel                       | Schrijver(s)                                                                                    | Regisseur           | Uitzenddatum     |  |
| --- | --------------------------- | ----------------------------------------------------------------------------------------------- | ------------------- | ---------------- |  |
| 1 | Korte metten                | Dick Maas                                                                                       | Hans Scheepmaker    | 7 oktober 1993   |  |
| De inwoners van Zonnedael proberen de Flodders weg te werken uit hun wijk door ze te laten betrappen op illegale whiskystokerij.            |                             |                                                                                                 |                     |                  |  |
| 2 | Soldaat Kees                | Scenario: Wijo Koek, Naar idee van: Mike van Diem                                               | Pieter Walther Boer | 14 oktober 1993  |  |
| Zoon Kees moet in militaire dienst. |                             |                                                                                                 |                     |                  |  |
| 3 | Verkiezingen                | Scenario: Wijo Koek, Naar idee van: Mike van Diem                                               | Hans Scheepmaker    | 21 oktober 1993  |  |
| Om te voorkomen dat een gemeenteraadslid dat de Flodders wil wegwerken de verkiezingen wint, stelt dochter Kees zich ook kandidaat.         |                             |                                                                                                 |                     |                  |  |
| 4 | Goud geld                   | Dick Maas                                                                                       | Dick Maas           | 28 oktober 1993  |  |
| Johnnie begint op advies van Kareltje geld te verdienen met sekslijnen.                                                                     |                             |                                                                                                 |                     |                  |  |
| 5 | Inbraak alarm               | Scenario: Wijo Koek, Bewerkt door: Dick Maas                                                    | Myrna van Gilst     | 4 november 1993  |  |
| Een inbraakgolf treft Zonnedael, en de Flodders zijn hoofdverdachten.                                                                       |                             |                                                                                                 |                     |                  |  |
| 6 | Blauw bloed                 | Scenario: Frank Ketelaar, Naar idee van: Mike van Diem, Bewerkt door: Dick Maas en Esmé Lammers | Joram Lürsen        | 11 november 1993 |  |
| Ma Flodder maakt kans op de erfenis van Freule Floddeur, maar dan moet ze wel bewijzen van adel te zijn.                                    |                             |                                                                                                 |                     |                  |  |
| 7 | Latin Lover (deel 1)        | Dick Maas                                                                                       | Dick Maas           | 18 november 1993 |  |
| Johnnie laat een Italiaanse kruimeldief een nachtje in zijn huis slapen tegen betaling. De man blijkt echter een beruchte maffioso te zijn. |                             |                                                                                                 |                     |                  |  |
| 8 | Latin Lover (deel 2)        | Dick Maas                                                                                       | Dick Maas           | 25 november 1993 |  |
| Tot onvrede van de Flodders besluit Ma te trouwen met Vittorio.                                                                             |                             |                                                                                                 |                     |                  |  |
| 9 | De verjaardag               | Scenario: Frank Ketelaar, Naar een idee van: Mike van Diem, Bewerkt door: Dick Maas             | Joram Lürsen        | 2 december 1993  |  |
| De Koningin wil met haar verjaardag Zonnedael bezoeken. Voor de buurt is het noodzaak dat de Flodders die dag weg zijn.                     |                             |                                                                                                 |                     |                  |  |
| 10 | Goed gedrag                 | Dick Maas                                                                                       | Dick Maas           | 9 december 1993  |  |
| Zoon Kees verliest zijn geheugen en verandert daardoor in een toonbeeld van goed gedrag.                                                    |                             |                                                                                                 |                     |                  |  |
| 11 | Succes verzekerd            | Scenario: Wijo Koek, Bewerkt door: Dick Maas                                                    | Pieter Walther Boer | 16 december 1993 |  |
| De Flodders lichten de verzekeringen van al hun buren op om aan geld te komen.                                                              |                             |                                                                                                 |                     |                  |  |
| 12 | De vondeling                | Dick Maas                                                                                       | Dick Maas           | 23 december 1993 |  |
| De Flodders vinden met kerst een vondeling voor hun deur.                                                                                   |                             |                                                                                                 |                     |                  |  |
| 13 | De mooiste dag van je leven | Scenario: Wijo Koek, Bewerkt door: Dick Maas                                                    | Myrna van Gilst     | 30 december 1993 |  |
| Johnnie belooft Ma te gaan trouwen omdat hij vergeet een moederdagcadeau voor haar te kopen.                                                |                             |                                                                                                 |                     |                  |  |

## Korte metten

### Verhaal
De Flodders, en vooral plannen om hen weg te krijgen, zijn wederom het gesprek van de dag onder de bewoners van Zonnedael. De bewoners weten dat Ma Flodder een illegale whiskystokerij in de kelder heeft, maar de politie heeft de Flodders nog nooit kunnen betrappen. Dan komen de bewoners met een list. Ze bestellen 2000 liter whisky bij Johnnie zodat de stokerij van Ma Flodder extra lang aanstaat. Ondertussen zijn Henkie en Toet aan het inbreken. Als de bewoners thuiskomen, verstoppen ze zich en vangen gesprekken op over de list. Wanneer de politie komt om de Flodders eindelijk eens te betrappen, is er in het hele huis geen whisky meer te vinden, maar alleen een heleboel lege flessen. Als Sjakie echter een sigaret van Opa Flodder in het zwembad laat vallen, blijkt waar de whisky gebleven is: een grote steekvlam is het gevolg. Sjakie belandt in het ziekenhuis, terwijl de Flodders een schadevergoeding in de wacht slepen en op vakantie gaan.

### Gastrollen
- Edmond Classen – Wethouder
  - Bert André – Buurman Neuteboom
  - Lettie Oosthoek – Buurvrouw Neuteboom
  - René Retèl – Nare buurman
  - Jan Nonhof – Nare buurman
  - Freek van Muiswinkel – Nare buurman
  - Joep Kruijver – Positieve buurman
  - Lucie de Lange – Nare buurvrouw
  - Walter Quartier – Sjefke van der Valcke
  - René van Zinnicq Bergman – Agent
  - Diederik Gelderman – Agent
  - Bart Gabriëlse – Agent
  - Paul van der Drift – Agent

### Trivia
- Het einde van deze aflevering lijkt enigszins op het einde van de eerste film: in beide gevallen ligt Sjakie in het ziekenhuis, terwijl de familie Flodder ondertussen op vakantie gaat.

## Soldaat Kees

### Verhaal
Zoon Kees moet een jaar lang in militaire dienst. Hijzelf heeft daar maar weinig zin in. Johnnie helpt hem en met alle mogelijke middelen proberen ze te voorkomen dat Kees het leger in moet, als blijkt dat Kees nodig is om aan geld te komen. Kees is namelijk een zeer slecht kaartspeler, waarmee tegenstanders al snel overmoedig worden, zodat Johnnie vervolgens van hen kan winnen.
Eerst probeert Johnnie de indruk te wekken dat Kees ziek is door uien onder zijn oksels te leggen; een effect dat echter al snel verdwijnt als hij de uien weer weghaalt. De poging om Kees op de keuring door te laten gaan voor een homoseksueel mislukt omdat Kees de vrouwelijke arts probeert te versieren. Johnnie krijgt echter voor elkaar dat Kees een herkeuring krijgt en moet voor die tijd snel iets bedenken. Eerst onderneemt hij een levensgevaarlijke poging om Kees slecht gegist witbrood te geven, zodat zijn bloeddruk omhoog moet gaan. Dan blijkt dat Sjakie afgekeurd was voor militaire dienstplicht vanwege zijn pacifisme. Kees probeert hierop handtekeningen te verzamelen voor de vrijlating van pacifisten in Chili, maar als een buurtbewoner niet meewerkt blijkt Kees verre van pacifistisch. Uiteindelijk houdt de rest van de familie Flodder Kees tot aan de keuring wakker, om hem oververmoeid te krijgen. De arts keurt hem echter goed. Zodoende gaat Kees toch, maar wordt na een week weer naar huis gebracht omdat hij last heeft van heimwee.

### Gastrollen
- - Miguel Stigter – Kareltje
  - Petra van Hartskamp – Agente
  - Joop Keesmaat – Boze buurtbewoner
  - Ton van der Velden – Keuringsarts
  - Mike Ho Sam Sooi – Militair

## Verkiezingen

### Verhaal
Er zitten verkiezingen aan te komen in Zonnedael. Een van de kandidaten, Gé Bruinsma, heeft de verwijdering van de familie Flodder uit de wijk bovenaan zijn lijstje staan. De familie Flodder besluit dat ook dochter Kees zich verkiesbaar moet stellen. Dit blijkt een groot succes en binnen de kortste keren trekt Kees een hoop kiezers naar zich toe.
Kees weet de verkiezingen echter niet te winnen en lapt Johnnies plannen aan haar laars. Maar Johnnie heeft nog een tweede plan. Hij heeft een foto weten te bemachtigen waarop te zien is dat Bruinsma illegaal op groot wild jaagt. Hij chanteert Bruinsma door te dreigen de foto openbaar te maken, wat het einde van Bruinsma’s carrière zou betekenen.

### Gastrollen
- Hans van den Berg – Gé Bruinsma
- Karin Meerman – Mevrouw Bruinsma
  - Patty Pontier – Verslaggeefster
  - Hans van der Gragt – Arie
  - Rik Hoogendoorn – Bernard
  - Jo Vischer jr. – Wethouder
  - Niels Wolf – Omstander
  - Aafke van der Meij – Vragenstelster
  - Bert Lippens – Journalist
  - Paula Majoor – Buurvrouw

## Goud geld

### Verhaal
Kareltje weet Johnnie warm te krijgen voor een snelle manier om geld te verdienen: sekslijnen. Samen met dochter en zoon Kees gaat Johnnie aan de slag met het opnemen van bandjes. Ook Toet en Henkie nemen een bandje op.
Buurman Neuteboom heeft echter net een bandje met klassieke muziek op laten halen door een koerier. Als Johnnie de koerier aanrijdt, worden de beide bandjes verwisseld. Voor Johnnie niet zo een probleem; hij heeft nog drie andere bandjes over. Voor buurman Neuteboom is het minder; hij had zijn bandje speciaal laten maken voor de begrafenis van een collega. Hij staat dan ook behoorlijk voor schut als bij de begrafenis opeens een seksbandje wordt afgespeeld.
Voor Sjakie is de omwisseling echter een geluk. Hij luisterde zelfs op het werk vaak stiekem naar sekslijnen, maar wanneer zijn directe chef hem met de wethouder wil betrappen door te bellen naar het nummer dat Sjakie zo vaak belt, krijgt hij de klassieke muziek te horen.

### Gastrollen
- Bert André – Meneer Neuteboom
- Lettie Oosthoek – Mevrouw Neuteboom
- Miguel Stigter – Kareltje
  - Edmond Classen – Wethouder
  - Arthur Boni – Chef
  - Peter Hoeksema – Barman
  - Henny Zwanenburg – Achterdochtige bewoner

## Inbraak alarm

### Verhaal
Zonnedael wordt al een tijdje geteisterd door een inbraakgolf. De familie Flodder wordt door de buurtbewoners aangezien als de verantwoordelijken. Dan breekt de inbreker ook bij de familie Flodder in. Ze betrappen hem op heterdaad, maar kunnen hem niet verlinken vanwege de gestolen goederen die op zolder staan. Op slinkse wijze weet de familie Flodder de verdenkingen van zich af te wenden: ze sluiten een weddenschap af met de inbreker, dat hij niet in kan breken bij het echtpaar Neuteboom. Terwijl de inbreker zich gaat bewijzen, belt Johnnie snel de politie. De inbreker blijkt beter dan Johnnie dacht en komt triomfantelijk terug met het inbraakalarm van de buren. Johnnie rolt echter de portemonnee van de inbreker, zodat deze denkt dat hij zijn portemonnee in het huis van de buren Neuteboom heeft laten liggen en deze terug gaat halen — in de portemonnee zit immers zijn rijbewijs, wat zijn identiteit zou prijsgeven. Zodoende wordt de inbreker alsnog gearresteerd en zijn de Flodders weer vrij van verdenking.

### Gastrollen
- Harry van Rijthoven – Inbreker
- Lettie Oosthoek – Buurvrouw Neuteboom
- Bert André – Buurman Neuteboom
  - Marloes van den Heuvel – Buurvrouw Vonk
  - Paula Majoor – Buurvrouw
  - Hans van Hechten – Van Putten
  - Alexander van Heteren – Hoofd arrestatieteam

## Blauw bloed

### Verhaal
Er ligt een grote erfenis te wachten op de nabestaanden van Freule Floddeur. In het testament is echter vastgelegd dat haar verdwenen achternicht Geertruida recht op de volledige erfenis krijgt als zij teruggevonden wordt.
Afgaand op onderzoek in gemeentearchieven concludeert de notaris dat Ma Flodder kanshebber is. De andere, gepasseerde erfgenamen eisen echter een bloedtest, waar Ma geen zin in heeft. Johnnie en Kees zorgen ervoor dat ma buiten haar weten om alsnog bloed afstaat (door haar te verdoven met sherry), maar de test kan niet doorgaan omdat er geen medische gegevens zijn van de freule. Hierop moet Ma een commissie (bestaande uit leden die de freule goed gekend hebben) ervan overtuigen dat ze ook daadwerkelijk van adel is. Dit blijkt, zelfs onder begeleiding van Sjakie, nog niet zo makkelijk. Dit met name omdat Sjakie haar een paar glazen sherry laat drinken, zonder te weten dat Ma hier niet tegen kan. De commissieleden herkennen in Ma's ongeremde gedrag echter veel van de freule terug, die ook wars was van etiquette. Ma heeft geen recht op de titel meer, maar de erfenis is voor haar. Na aftrek van alle schulden blijkt echter dat er van de erfenis niet meer over is dan een groot aantal lege flessen. De Flodders laten Sjakie hierop delen in de erfenis, door de flessen voor het gemeentehuis te laten dumpen.

### Gastrollen
- Marjan Luif – Betty Bantuma
- Kees Coolen – Notaris Brouwer
- Paul R. Kooij – Hans Bantuma
  - Edmond Classen – Wethouder
  - Georgette Rejewski – Mevrouw Fetiel
  - Leo Straus – Meneer Dutchen
  - Flip Heeneman – Butler Pleijsier

## Latin Lover (deel 1)

### Verhaal
Johnnie heeft hard geld nodig aangezien hij de heiligenbeelden die hij op de kop had getikt en nu in de kelder van zijn huis heeft staan, niet kan verkopen. Leo biedt hem aan onderdak te bieden aan Vittorio, een Italiaanse kruimeldief die zich een tijdje schuil moet houden voor de politie. Johnnie gaat na wat tegenstribbelen uiteindelijk akkoord, maar besluit dit buiten weten van zijn familie te doen.
Helaas blijkt er een luchtje aan dit klusje van Leo te zitten. Vittorio is namelijk geen kruimeldief maar een beruchte maffioso die in heel Nederland wordt gezocht. Bovendien wil hij zich niet verborgen houden en binnen de kortste keren weet de hele familie ervan. Vooral Ma is behoorlijk onder de indruk van Vittorio.

### Gastrollen
- Edwin de Vries – Vittorio Berlusconi
- Michiel Romeyn – Leo
- Miguel Stigter – Kareltje

### Trivia
- Latin Lover is de enige tweedelige aflevering van Flodder.

## Latin Lover (deel 2)

### Verhaal
De relatie tussen Ma Flodder en Vittorio wordt steeds sterker en ze plannen zelfs hun huwelijk. De rest van de familie en dan met name Johnnie, zien hier niets in. Vittorio palmt Ma Flodder helemaal in: ze gaat zich Italiaans kleden en zet bijna dagelijks spaghetti bolognese op tafel.
De broers Johnnie en Kees besluiten om Vittorio vergiftigde wijn te drinken te geven. Dit dreigt al snel mis te lopen als Ma ook van de wijn wil drinken, maar Johnnie gooit haar glas om. Dan blijkt dat Vittorio niet alleen besloten heeft om van het huwelijk af te zien, maar de familie bovendien rijkelijk wil belonen voor hun hulp. Johnnie en Kees proberen de vergiftigde wijn daarom weer kwijt te raken, maar Ma is hen voor.
Uiteindelijk komt aan het licht dat Vittorio zich schuilhoudt bij de Flodders en de politie doet een inval. Dan toont Vittorio zijn ware aard en gijzelt de familie Flodder. Hij wordt, als de giftige wijn begint te werken, uiteindelijk door de politie neergeschoten. Johnnie grijpt deze gelegenheid meteen aan om de politie wijs te maken dat de heiligenbeelden in de kelder, die Johnnie illegaal heeft verkregen, van Vittorio zijn. Op die manier zijn de Flodders van alle verdenkingen af.

### Gastrollen
- Edwin de Vries – Vittorio Berlusconi
- Michiel Romeyn – Leo
  - Miguel Stigter – Kareltje
  - Bert André – Buurman Neuteboom
  - Lettie Oosthoek – Mevrouw Neuteboom
  - Lucie de Lange – Buurvrouw
  - Paula Majoor – Buurvrouw
  - Vincent van de Akker – Politieman met megafoon
  - Alexander van Heteren – Hoofd arrestatieteam
  - Luc Theeboom – Politieman
  - Hans van Hechten – Van Putten

## De verjaardag

### Verhaal
De Koningin besluit om op Koninginnedag de wijk Zonnedeal te bezoeken. Voor de buurtbewoners een grote eer. Er heerst echter de angst dat de Flodders de boel zullen verstoren.
Zowel de Oranjevereniging van Zonnedael als de gemeente zelf stellen alles in het werk om te zorgen dat de Flodders die desbetreffende dag niet in Zonnedael zijn. Ze krijgen onder andere vakantiereisjes aangeboden die zogenaamd alleen in de week op die dag geldig zijn. De Flodders hebben hier echter weinig zin in omdat Ma ook die dag jarig is.
Alle moeite blijkt tevergeefs. De Flodders zijn gewoon thuis en nodigen de koningin en haar gevolg zelfs uit in hun huis. Wat zich precies afspeelt binnen wordt niet getoond, maar uit de volgende scène, die zich de dag na het bezoek afspeelt, is af te leiden dat iedereen zich bijzonder goed heeft vermaakt. De volgende ochtend worden ze zelfs door 'Trix' opgebeld, die blijkbaar aanbiedt om het feest volgend jaar bij haar thuis te vieren, tot ontsteltenis van Sjakie.

### Gastrollen
- Serge-Henri Valcke – Neef van Sjakie
- Rudolf Damsté – Voorzitter Oranjecomité
- Hans Leendertse – Meindert
  - Karin Larsen – Klauwaert
  - Lucy Steijn – Ter Braak
  - Carla van Amstel – Koningin Beatrix
  - Jan Hundling – Prins Claus
  - Ronald Thier – Kroonprins Willem-Alexander
  - Jan Frenkcen – Burgemeester
  - Edmond Classen – Wethouder
  - Toine van Benthem – Tv-presentator
  - Niels Wolf – Lijfwacht
  - Dick Lam – Commissielid
  - Marijke Broekhuysen – Commissielid
  - Jan Doense – Commissielid
  - Frans van Oers – Postbode

## Goed gedrag

### Verhaal
Zoon Kees krijgt een ongeluk: hij valt uit de auto van Johnnie op straat. De klap maakt dat hij zijn geheugen verliest en een heel ander mens wordt. Hij gaat zich opeens voorbeeldig gedragen. Zo praat hij opeens netjes en helpt de buurtbewoners, terwijl hij kort daarvoor een bron van overlast (en dus ook van klachten) was.
De buren zijn enorm blij met dit gedrag, maar zijn familie kan de nieuwe Kees echter niet waarderen. Johnnie probeert dan ook uit alle macht Kees zijn geheugen terug te laten krijgen. Ook Sjakie is blij omdat hij en de wethouder een afvaardiging van een Franse zustergemeente moeten rondleiden door Zonnedael, terwijl de buurt kort geleden nog volledig geterroriseerd werd door Kees' asociale gedrag.
Voor de gemeenteraad lijkt het gedrag van Kees het bewijs dat hun experiment eindelijk vruchten af begint te werpen en de Flodders zich aanpassen. Kees wordt zelfs uitgenodigd om iedereen te overtuigen. Op het moment dat ze aanbellen bij de Flodders maakt hij echter een lelijke val en krijgt zijn geheugen weer terug en daarmee ook zijn oude gedrag: hij trakteert de delegatie op een reprimande.

### Gastrollen
- Edmond Classen – Wethouder
  - Hans Leendertse – Behulpzame buurtbewoner
  - Lucie de Lange – Behulpzame buurtbewoner
  - Herman Naber – Positieve buurman
  - Paula Majoor – Positieve buurvrouw
  - Willem-Paul Edelman – Rijke man
  - Lucy Steijn – Oude vrouw
  - Rick Hendriks – Tennisjongen
  - Jeroen van de Noort – Tennisjongen
  - Dieter Jansen – Tennisjongen
  - Daniel Verhoef – Voetballende jongen
  - Bo Hovermans – Voetballende jongen

## Succes verzekerd

### Verhaal
Johnnie Flodder heeft weer een nieuwe manier om makkelijk aan geld te komen: verzekeringen. Ze worden op het idee gebracht als Sjakie hen, in verband met de schade die de familie continu aanricht, in contact brengt met een verzekeringsmaatschappij. De verzekering gaat niet door omdat de Flodders zich nu eenmaal te riskant gedragen, maar Johnnie ruikt nog steeds geld. Samen met zijn familie veroorzaakt hij opzettelijk een aantal 'ongevallen' waarbij de Flodders telkens de dupe zijn. Op die manier krijgen ze van de verzekering van 'de veroorzakers' telkens een grote smak geld. Zo laten de Flodders onder andere de kaketoes van de overbuurman ontsnappen en smeren de muren van hun huis vol pannenkoekenbeslag om te doen alsof de kaketoes bij hen naar binnen zijn gevlogen en een ravage hebben aangericht. De vraag is hoelang dit goed kan gaan.

### Gastrollen
- Lettie Oosthoek – Buurvrouw Neuteboom
- Bert André – Buurman Neuteboom
- Miguel Stigter – Kareltje
  - Jacob Dijkstra – Huisarts
  - Adriaan Olree – Verzekeringsman
  - Theo de Groot – Behulpzame buurtbewoner

### Trivia
- Deze aflevering heeft de aftiteling van de aflevering Inbraak Alarm.

## De vondeling

### Verhaal
Deze aflevering is een soort kerstaflevering van Flodder. Met kerst wordt het kind Chris ter vondeling gelegd voor de deur van de familie Flodder. De Flodders weten zich geen raad met het kind. Alleen dochter Kees is gecharmeerd door de baby.
Later krijgt moeder Maria spijt van haar daad en wil haar kind terug. Sjakie helpt Maria om haar kind terug te vinden, maar als ze erachter komen dat het kind bij de Flodders voor de deur is gelegd, hebben Johnnie en Kees het kind alweer bij iemand anders voor de deur gelegd.
Vergezeld door Sjakie breken Johnnie en zoon Kees in bij het huis waar ze de baby hadden achtergelaten. Ze vinden binnen een baby en nemen deze mee. De baby die ze hebben meegenomen blijkt het kind van de inwoner van het huis te zijn en niet Chris.
Voor de Flodders komt alles uiteindelijk goed. Ze vinden Chris en herenigen hem met zijn moeder. Voor Sjakie is het minder. Hij wordt beschuldigd van inbraak en ontvoering van een baby en mag de kerstnacht in de cel doorbrengen.

### Gastrollen
- Cynthia Abma – Maria
  - John Schapendonk – Buurman
  - Renske van der Zee – Buurvrouw
  - Chris Wauben – Babyvondeling
  - Mitchell Danker – Babydokter
  - Lex Wiertz – Wachtcommandant
  - Diederik Gelderman – Domme agent
  - Joep Dorren – Agent
  - Petra van Hartskamp – Agente
  - T. Poes – Wijze man
  - Al Hips – Wijze man
  - Ed Gumbs – Wijze man

### Het script
- Dit is het laatste deel van het script:
  - Johnnie: Zeg Maria, hoe heet die kleine van jou eigenlijk?
  - Maria: Chris.
  - Johnnie: Mooie naam voor een jongen, Chris.
  - Dochter Kees: Maar zijn vader, die Jozef, die zie je nooit meer?
  - Maria: Nee, die heeft mij in de steek gelaten, hij beweert dat het kind niet van hem is.
  - Zoon Kees: Wat een eikel!
  - Johnnie: Jozef, Maria, doet me toch ergens aan denken. Ma, kenne wij een Jozef en een Maria?
  - Ma Flodder: Nog nooit van gehoord jongen, zal wel iets van tv wezen.
  - Johnnie: Stom hè, dat je daar niet op ken komme!
- Drie koningen komen om het huis lopen en kijken om zich heen, boven aan de hemel staat een heldere ster.

## De mooiste dag van je leven

### Verhaal
Johnnie vergeet helemaal dat het Moederdag is en heeft derhalve geen cadeau voor Ma Flodder. Deze is daar erg verdrietig over. Johnnie verzint echter weer eens een smoes: hij beweert in werkelijkheid van plan te zijn geweest om haar het grootste cadeau te geven dat hij kan bedenken: een huwelijk. Het plan lijkt te werken, daar Ma Flodder bijzonder trots is op het feit dat Johnnie eindelijk zal gaan trouwen. Alleen, voor het zover is moet Johnnie nog wel een geschikte kandidaat vinden.
In eerste instantie heeft hij zijn huidige vriendin Candy op het oog. Deze blijkt echter al getrouwd. Johnnie krijgt zichzelf echter niet zover om zijn fout op te biechten. Als hij beseft dat de andere familieleden Candy niet echt kennen, gaat hij meerdere oude vriendinnen af. Deze vallen echter stuk voor stuk af: eentje blijkt een huis vol kinderen te hebben en een ander blijkt onmogelijk. Uiteindelijk komt Johnnie op de feestdag zelf op een idee: de buurtbewoners, die hem liever kwijt dan rijk zijn, bieden hem allerlei dure huwelijkscadeaus aan in de hoop dat hij met zijn bruid het huis uit gaat. Johnnie houdt dit verhaal in stand en Ma blijkt inderdaad niet zo gelukkig met Johnnies aanstaande vertrek. Op het feest zelf beweert Johnnie vervolgens dat Candy hem de bons heeft gegeven, zodat het huwelijk niet doorgaat, zonder dat Ma hier een traan om laat. Het feest gaat ondertussen gewoon door.

### Gastrollen
- - Lettie Oosthoek – Mevrouw Neuteboom
  - Bert André – Meneer Neuteboom
  - Mariëlle van Sauers – Candy
  - Lucie de Lange – Buurvrouw
  - Paula Majoor – Buurvrouw
  - Ingeborg Ansing – Vriendin met kinderen
  - Esther Roord – Vriendin van lichte zeden
  - Willy van der Griendt – Hysterische vriendin
  - Leontine Ruiters – Vechtend meisje
  - Angelique Corneille – Vechtend meisje
  - Ruurt de Maesschalck – Vader Candy
  - Marie Kooyman – Rijke vriendin
  - Miguel Stigter – Kareltje
  - Manou Kersting – Vriend Johnnie
  - Peter Ramakers – Vriend Johnnie
  - Toine Rongen – Vriend Johnnie
  - Jeroen Zwagerman – Vriend Johnnie
  - Bart de Graaff – Gast op het feest